# Eternal Triangle
Eternal Triangle est un groupe britannique de musique pop, fondé et managé par Julia Morley en 1969 et produit par Ivor Raymonde.

## Historique
Composé de Sally Kemp, Bill Thacker et William 'Billy' Butler, le groupe est basé à Chelsea et interprète les chansons de Harry Nilsson dont le titre I Guess the Lord Must Be in New York City (en) qu'ils rendent populaire (Decca Records). Ils ne sortent pourtant que deux singles, I Guess The Lord Must Be... / Perfumed Candle et Eternal Triangle (2) / Turn To Me avant d'être dissous.